# スターレッケリア
スターレッケリア (Stahleckeria) は中生代三畳紀中期に現在の南アメリカに生息していた草食の単弓類。学名は発見者ルドルフ・シュターレッカーに因む命名である。

## 特徴
全長4mで、三畳紀の単弓類としては大型である。牙はなく、他のディキノドン類と異なり、頭頂骨は前の骨で覆われず全体が露出している。ディキノドン類に特徴的な角質の嘴は先が鈍い。コックスは、これらの特徴からスターレッカリア科をカンネメエリア科とは別の科であるとし、現生のシロサイと同様な食性に結びつけた。この三畳紀中期ディキノドンの二分法は、ザンビアやインドで発見された化石にも適用された。なお、コックスはローマーとプライスがこの属の別種としたやや小型の化石を新しいBarysoma属と命名したが、ルーカスはこれがヒューネが最初に発表したスターレッケリア・ポテンス種の幼体であるとした。一方、ルーカスが認めた別種、スターレッケリア・インポテンスは、ブラジルのヴェガらにより否定されている。

## 分布
ブラジル南部、リオ・グランデ・ド・スル州のパラナ堆積層から出土した化石により知られた。この化石は長らくテュービンゲン大学が資料として所蔵していたが、2009年4月、ヒューネの没後40年に際してブラジルに返還された。ディキノドン類としては一回り小さいディノドントサウルスと分布が重なり、発見も同時期である。三畳紀の大型草食動物としてはリンコサウルスが南アメリカでは普通に見られるが、スターレッケリアとリンコサウルスの化石の分布ははっきりと分かれており、三畳紀の地層の地質年代を確定する重要な証拠となっている。